# Ligne de Aïn Touta à M'Sila
La ligne de Aïn Touta à M'Sila est l'une des lignes du réseau ferroviaire algérien. D'une longueur de 145 km, elle relie la gare de Aïn Touta (dans la wilaya de Batna) à celle de M'Sila (dans la wilaya de M'Sila).
Mise en service en 2011, la ligne fait partie des lignes ferroviaires algériennes dites des « Hauts Plateaux », ensemble de lignes en service ou en construction reliant les grandes villes de la steppe algérienne, de Moulay Slissen, à l'ouest, à El Aouinet, à l'est de l'Algérie.

## Histoire
Les travaux de cette ligne ont été réalisés durant les années 2000 pour une livraison initialement prévue en 2009. Elle est finalement inaugurée en 2011.

## La ligne

### Caractéristiques de la ligne
La ligne, d'une longueur de 145 km,, est une voie unique à écartement standard et n'est pas électrifiée.
Les ouvrages d'art ont été conçus  pour la réalisation d'une seconde voie.

### Tracé
La ligne traverse d'est en ouest la vallée de la Hodna, vaste dépression située entre les steppes orrientales des hauts plateaux et le massif de l'Aurès. Elle ne rencontre pas d'obstacles majeurs nécessitant d'importants ouvrages d'art.
À son extrémité ouest, la ligne est raccordée à celle de Bordj Bou Arreridj à M'Sila au niveau de l'entrée nord de la gare de M'Sila. À l'est, elle est raccordée à la ligne d'El Guerrah à Touggourt au sud de Aïn Touta.

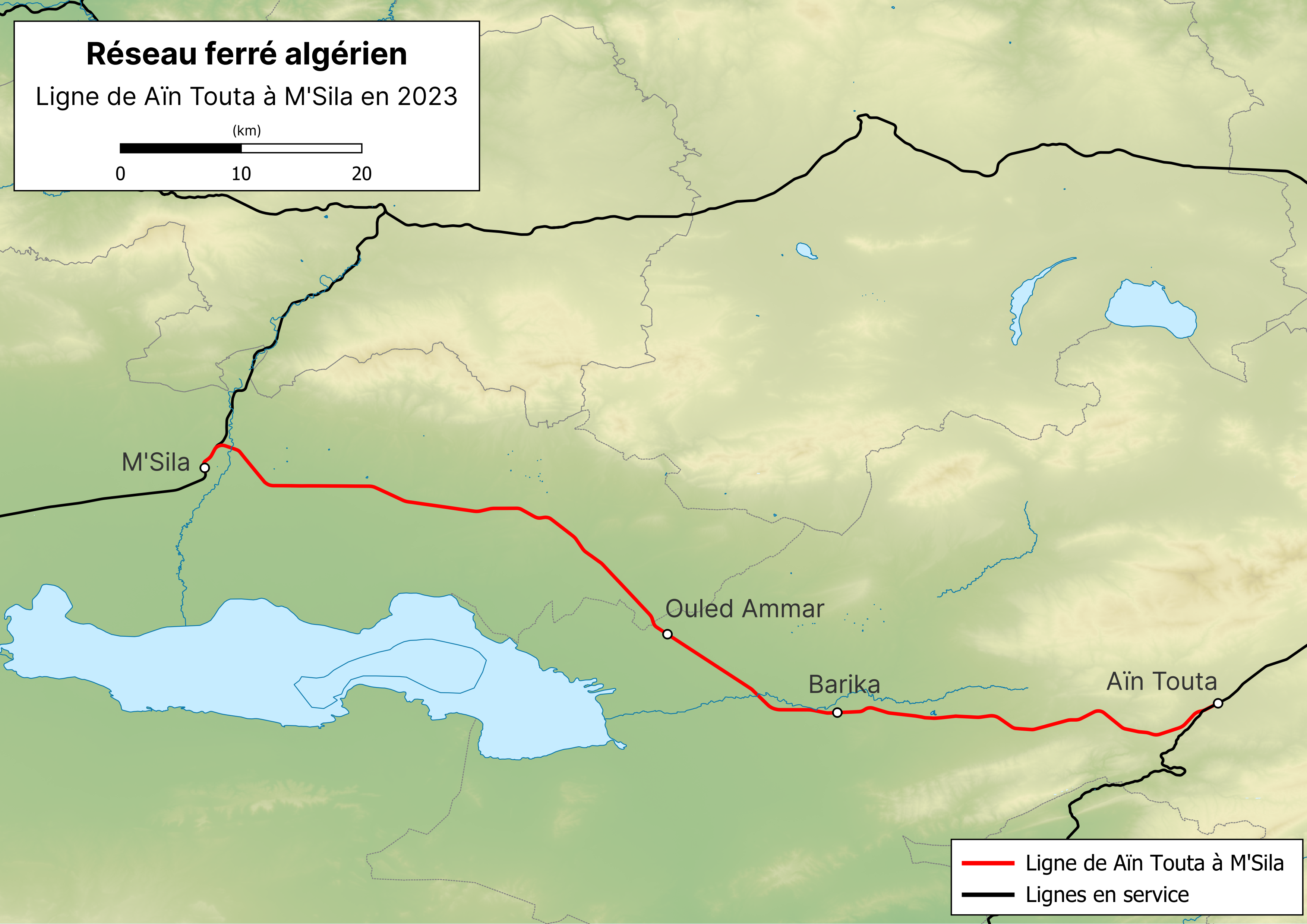
Tracé de la ligne dans plaine de la Hodna.

### Profil
La ligne a pour origine la gare de Aïn Touta (PK 0 de la ligne) ; gare établie à 925 m d'altitude, altitude maximale de la ligne, à l'ouest du massif de l'Aurès. Quittant la gare par sa sortie sud, la ligne prend une orientation sud-ouest et demeure parallèle à la ligne d'El Guerrah à Touggourt sur environ 2 km.
Au niveau du PK 10, la ligne s'infléchit vers l'ouest, direction qu'elle gardera globalement jusqu'à M'Sila, et entame sa descente dans la plaine de la Hodna. Elle atteint son altitude minimale de 435 m au niveau du PK 62,5. Durant tout son parcours dans la plaine, de Barika à M'Sila, la ligne se maintient à une altitude comprise entre 435 et 600 m.
À environ 3 km au nord de M'Sila, la ligne rejoint celle de Bordj Bou Arreridj à M'Sila, s'oriente vers le sud et atteint la gare de M'Sila établit à une altitude de 470 m.

Profil en long de la ligne.

### Vitesse limite
La vitesse moyenne sur l'ensemble de la ligne oscille entre 70  et   80 km/h.

## Service ferroviaire
La ligne permet le trafic voyageurs et de marchandises. Elle est empruntée par les trains grandes lignes de la liaison Alger - M'Sila - Batna. Ce trajet est effectif depuis 2009. Il emprunte la ligne d'Alger à Skikda jusqu'à Bordj Bou Arreridj, puis la ligne de Bordj Bou Arreridj à M'Sila jusqu'à M'Sila, la ligne de Aïn Touta à M'Sila et la ligne d'El Guerrah à Touggourt de Aïn Touta à Batna. Auparavant, il empruntait la ligne d'Alger à Skikda jusqu'à El Guerrah et la  ligne d'El Guerrah à Touggourt d'El Guerrah à Batna. Le temps de trajet se fait désormais en 6 h 30 min au lieu de 7 h 30 min auparavant.

## Gares de la ligne
Elle compte sept gares intermédiaires, mais seules celles de  Barika et de Ouled Ammar sont en exploitation entre Aïn Touta et M'Sila.
| Gares                                                     | PK*      | Services              |
| --------------------------------------------------------- | -------- | --------------------- |
| Aïn Touta                                                 | PK 0     | Trains grandes lignes |
| Tilatou                                                   | PK 14,5  | Gare hors service     |
| Seggana                                                   | PK 35,1  | Gare hors service     |
| Barika                                                    | PK 51,6  | Trains grandes lignes |
| Ouled Ammar                                               | PK 76,9  | Trains grandes lignes |
| Magra                                                     | PK 88,5  | Gare hors service     |
| Berhoum                                                   | PK 103,0 | Gare hors service     |
| Ouled Derradj                                             | PK 124,2 | Gare hors service     |
| M'Sila                                                    | PK 148,8 | Trains grandes lignes |
| *Les PK mentionnés ont pour origine la gare de Aïn Touta. |          |                       |